# Chagiga (Mischna)
Chagiga (hebräisch חגיגה Feier, Festlichkeit) ist ein Traktat der Mischna in der Ordnung Mo'ed (Festzeiten, Festtag).

## Einordnung
Chagiga bezeichnet neben einer Festlichkeit auch das Opfer, welches an den drei jüdischen Wallfahrtsfesten Pessach, Schawuot und Sukkot dargebracht und an heiliger Stätte verzehrt werden soll. Das erste Kapitel behandelt Bestimmungen zu diesen drei Festen. Der Schluss von Kapitel eins sowie der Anfang von Kapitel zwei enthalten aggadisches Material sowie eine Diskussion zwischen den Schulen Schammais und Hillels um die Frage des Aufstützens beim Opfer sowie zum Termin von Schawuot.
Ab Mischna 2,5 bis zum Ende des Traktates im dritten Kapitel folgen Bestimmungen zu Reinheit und Unreinheit. Klärungs- und Regelungsbedarf bestand hier insofern als die Pilger und sein Opfer beim Aufstieg zum und beim Betreten des Tempels besonderen Reinheitsvorschriften unterlagen.
Das meiste Material wird anonym vorgetragen. Vermutlich handelt es sich um sehr alte Stücke der rabbinischen Überlieferung.

## Ausgaben
In den traditionellen Ausgaben steht der Traktat an 12. und letzter Stelle in der Ordnung Mo'ed. In den Handschriften der eretz-jisra'elischen Tradition steht er an 11. Stelle vor Moed Qatan. Handschrift München bringt ihn an 4. Stelle zwischen Pessachim (hebräisch פְּסָחִים) und Rosch ha-Schana. Chagiga enthält ebenso wie Moed Qatan drei Kapitel.

## Beziehungen zur Tosefta
Zum Traktat gibt es auch eine Parallele in der Tosefta unter dem Namen Re'ija/ (dt. ‚Sehen‘). Re'ija ist das erste Hauptwort im Traktat und bezeichnet hier zum einen das Erscheinen beim Fest, wozu alle mündigen Männer verpflichtet sind, und zum anderen neben dem Festopfer (Chagiga) das Besuchsopfer. Ebenso gibt es einen Traktat in beiden Talmudim.